# Kazuaki Yoshinaga
Kazuaki Yoshinaga (japanisch 吉永 一明 Yoshinaga Kazuaki; * 17. März 1968 in Kitakyushu) ist ein ehemaliger japanischer Fußballspieler und -trainer.

## Karriere
2005 wurde Yoshinaga Co-Trainer von Shimizu S-Pulse. 2007 wechselte er zu Sagan Tosu. 2016 wurde Yoshinaga Co-Trainer von Ventforet Kofu. 2017 wechselte er zu Albirex Niigata (Singapur). Von 2017 bis 2018 war er der Cheftrainer. 2019 wechselte er zu Albirex Niigata. Im April 2019 wurde Yoshinaga Cheftrainer. Die Jugend von Niigata übernahm er Anfang 2020.

## Erfolge

### Trainer
Albirex Niigata (Singapur)
- Singapore Premier League: 2018
- Singapore Cup: 2018
- Singapore Community Shield: 2023